# Karolina Sygutowska
Karolina Sygutowska (ur. 10 grudnia 1993) – polska lekkoatletka specjalizująca się w rzucie dyskiem.
Zawodniczka ZLKL Zielona Góra. Dwukrotna brązowa medalistka mistrzostw Polski seniorek: 2021 (52,04) i 2022 (51,63). Blisko podium znajdowała się w latach 2019–2020, gdy zajmowała czwarte miejsca. Rekord życiowy: 52.38 (2020). 